# Kommunikationssoziologie
Kommunikationssoziologie ist eine spezielle Soziologie und eine Forschungsthematik der Kommunikationswissenschaft und beschäftigt sich mit gesellschaftlichen Veränderungen, die durch kommunikative Abläufe hervorgerufen werden, und umgekehrt.

## Interaktion versus Kommunikation
Soziale Interaktion ist jede Art von wechselseitiger Beziehung zwischen zwei oder mehr Individuen oder zwei oder mehr Gruppen.
Interaktion ist nicht gleichbedeutend mit Kommunikation. Kommunikation ist eine Sonderform von Interaktion. Hierbei wird Information übertragen. Eine Beziehung ist etwas anderes als schlichte Kommunikation. Bei der Kommunikation wird Information über Symbole übertragen. Ein Symbol ist ein Zeichen, das einen Sachverhalt oder einen Gegenstand repräsentiert.

## Sozialisation & Kommunikation
Beziehungen der Menschen untereinander sind von Menschen geschaffen, und die Gesellschaft (die Gesamtheit menschlicher Beziehungen) prägt den einzelnen Menschen. Kommunikatives Verhalten wird erlernt. Die Beziehungen zwischen Menschen ist von Regeln und von Fähigkeiten geprägt. Diese Regeln und Fähigkeiten werden seit der Entstehung unserer Spezies durch sozialen Diskurs gestaltet.
Bei Menschen sind die Neugeborenen im Vergleich zu anderen Spezies sehr stark und sehr lange von der intensiven Versorgung durch Erwachsene abhängig. Über viele Jahre besteht eine große physiologische und psychische Abhängigkeit. Während dieser Zeit wird der einzelne Mensch in die Gesellschaft hineinerzogen, bis sie die Fähigkeiten und Regeln gelernt hat, die ihr eine größere Unabhängigkeit ermöglichen bzw. ermöglichen, den Platz einer Erwachsenen einzunehmen.
Dieser Prozess des Erlernens von Fähigkeiten und Regeln der jeweiligen Gesellschaft wird in der Soziologie Sozialisation genannt. Dabei werden diese Fähigkeiten und Regeln von Erwachsenen durch Kommunikation an die Kinder weitergegeben. So lernen Kinder sich an ihre soziale Primärgruppe anzupassen. Wir lernen zuerst in der Familie. Dies ist die Primärsozialisation. Neben und nach der Familie gibt es weitere Situationen, in denen Kinder, Jugendliche und auch Erwachsene lernen: in Nachbarschaften, Freundeskreisen, je nach Entwicklungsstand der Gesellschaft in gesonderten Einrichtungen (Kindergarten, Schule etc.), in beruflicher Ausbildung, am Arbeitsplatz (berufliche Sozialisation), im ehrenamtlichen Engagement usw. In jeder dieser Situationen bzw. Gruppen gibt es jeweils eigene Formen der Kommunikation und des Lernens.

## Forschungsgebiete der Kommunikationssoziologie
Grundsätzliche theoretische Probleme in der Sozialisation:
- Was hält die Gesellschaft zusammen? Ist die Kommunikation das Bindemittel zwischen einzelnen Personen?
- Was sind die sozialen Differenzierungen in einer Gesellschaft und entstehen sie durch Kommunikationsprobleme?
- Wie verändert sich Gesellschaft durch Kommunikation? Wie entsteht sozialer Wandel?
- Was ermöglicht soziale Orientierung und was ermöglicht soziales Handeln?